# Vaya Con Dios (album)
Vaya Con Dios è il primo album in studio del gruppo musicale belga Vaya Con Dios, pubblicato nel 1988.

## Tracce
Side A
1. Don't Cry For Louie – 2:57
2. The Moonshiner – 2:43
3. Lord Help Me Please – 3:17
4. Lay Your Hands – 3:40
5. Lulu's Song – 4:46
6. Just A Friend Of Mine – 3:18

Side B
1. I Sold My Soul – 4:56
2. One Silver Dollar (cover Marilyn Monroe) – 3:11
3. Philadelphia – 3:29
4. Remember – 2:45
5. Puerto Rico – 4:16
6. Johnny – 2:15